# 聖巴巴拉縣 (阿根廷)

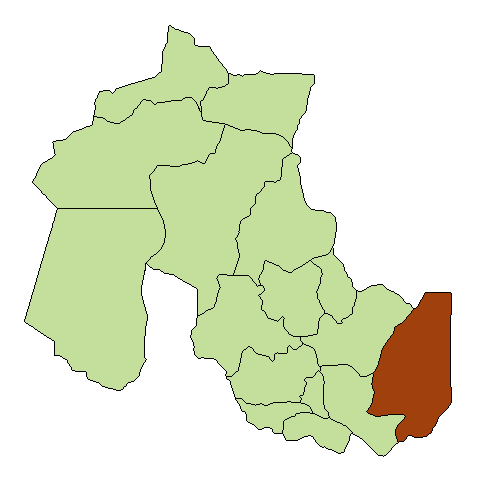

24°18′21″S 64°39′42″W / 24.30583°S 64.66167°W
聖巴巴拉縣（西班牙語：Departamento Santa Bárbara），是阿根廷的縣份，位於該國西北部胡胡伊省，首府設於聖克拉拉，面積4,448平方公里，該地區的地震活動頻繁和低強度，2010年人口17,730，人口密度每平方公里3.99人。